# Домашевичи
Домаше́вичи (бел. Дамашэ́вічы) — деревня в Барановичском районе Брестской области Беларуси. Входит в состав Столовичского сельсовета. Имение на этом месте известно с конца XV века. Население деревни в середине XX века достигало 400 человек, по переписи 2019 года оно составляет 61 человек.

## География
Расположена в 8 км (15 км по автодорогам) к северо-западу от центра Барановичей и в 6 км (7 км по автодорогам) к юго-западу от центра сельсовета, агрогородка Столовичи. Действует железнодорожный разъезд Домашевичи на линии Барановичи — Лида. Имеются магазин (ныне не работает), кладбище и сельскохозяйственные производственные здания.

### Гидрография
В юго-восточной части деревни расположено озеро Домашевское.

## История
Первое упоминание о Домашевичах относится к XV веку, также имение упоминалось в переписи 1597 года. В первой половине XIX века Домашевичи принадлежали семейству Корбутов герба Корчака. В 1846 году М. Корбут продал имение Дж. Нойхофф-Лею, который через несколько лет также купил близлежащие Сигневичи (которые оставались собственностью семьи до 1939 года). В 1888 году владелицей Домашевичей была уже Надежда Павлова, а в 1911 году — Александр фон-Миллер. В тот период земельные владения при усадьбе составляли 831 десятину.
После строительства железной дороги Вильна — Лунинец в 1884 году возникла станция Домашевичи. В 1909 году в деревне и имении Домашевичи Столовичской волости Новогрудского уезда Минской губернии в сумме проживало 297 человек в 51 дворе.
После Рижского мирного договора 1921 года — в составе гмины Столовичи Барановичского повета Новогрудского воеводства Польши. По переписи 1921 года в деревне и фольварке Домашевичи в сумме числилось 37 жилых и 14 прочих обитаемых зданий, в которых проживало 305 человек (145 мужчин, 160 женщин), из них 292 белоруса и 13 поляков (по вероисповеданию — 298 православных и 7 иудеев).
С 1939 года — в составе БССР. С 15 января 1940 года в Городищенском районе Барановичской, с 8 января 1954 года — Брестской областей. С 25 декабря 1962 года в Барановичском районе. В период Великой Отечественной войны с июня 1941 года до 8 июля 1944 года оккупирована немецко-фашистскими войсками (убито 7 сельчан, разрушено 47 домов). На фронтах войны погибло 10 сельчан. До 16 июля 1954 года деревня входила в состав Постаринского сельсовета, затем — в Столовичском сельсовете. В 1950-х годах действовал колхоз им. Крупской.

## Население
По состоянию на 1 января 2023 года в деревне проживало 74 человека в 52 хозяйствах, в том числе 2 моложе трудоспособного возраста, 41 в трудоспособном возрасте и 31 пенсионер.
| Численность населения (по переписи) | Численность населения (по переписи) | Численность населения (по переписи) | Численность населения (по переписи) | Численность населения (по переписи) | Численность населения (по переписи) | Численность населения (по переписи) | Численность населения (по переписи) |
| 1909                                | 1921                                | 1939                                | 1959                                | 1970                                | 1999                                | 2009                                | 2019                                |
| ----------------------------------- | ----------------------------------- | ----------------------------------- | ----------------------------------- | ----------------------------------- | ----------------------------------- | ----------------------------------- | ----------------------------------- |
| 297                                 | ↗305                                | ↗399                                | ↘392                                | ↘287                                | ↘120                                | ↘83                                 | ↘61                                 |

## Достопримечательности
- Усадьба Леев: парк[4]
- Братская могила советских воинов на кладбище. Похоронены воины, погибшие в боях с немецко-фашистскими захватчиками в годы Великой Отечественной войны. В 1967 году на могиле установлен обелиск[10].

## Галерея
- Панорама
- Панорама
- Разъезд Домашевичи